# Anchoviella
Anchoviella – rodzaj ryb promieniopłetwych z podrodziny Engraulinae w obrębie rodziny sardelowatych (Engraulidae).

## Rozmieszczenie geograficzne
Do rodzaju należą gatunki występujące w wodach Oceanu Spokojnego i Atlantyckiego oraz w południowoamerykańskich rzekach Amazonka, Orinoko i São Francisco.

## Morfologia
Długość ciała do 18 cm; masa ciała (największa opublikowana) 32 g. 

## Systematyka
Rodzaj zdefiniował w 1911 roku amerykański ichtiolog Henry Weed Fowler w artykule zatytułowanym Notatki o rybach śledziowatych, opublikowanym w czasopiśmie „Proceedings of the Academy of Natural Sciences of Philadelphia”. Gatunkiem typowym jest (oryginalne oznaczenie) A. perfasciatus.

### Etymologia
- Anchoviella: rodzaj Anchovia Jordan & Evermann, 1895; łac. przyrostek zdrabniający -ellus[5].
- Amplova: etymologia niejasne, autorzy nie podali znaczenia nazwy rodzajowej[2]; być może od kat. amploia ‘szprot’[6]. Gatunek typowy (oryginalne oznaczenie (również monotypowe)): Anchovia brevirostra Meek & Hildebrand, 1923 (= Amplova balboae Jordan & Seale, 1926).

### Podział systematyczny
Do rodzaju należą następujące gatunki:
- Anchoviella alleni (Myers, 1940)
- Anchoviella balboae (Jordan & Seale, 1926)
- Anchoviella blackburni Hildebrand, 1943
- Anchoviella brevirostris (Günther, 1868)
- Anchoviella carrikeri Fowler, 1940
- Anchoviella cayennensis (Puyo, 1945)
- Anchoviella elongata (Meek & Hildebrand, 1923)
- Anchoviella guianensis (Eigenmann, 1912)
- Anchoviella hernanni Loeb, Varella & Menezes, 2018
- Anchoviella jamesi (Jordan & Seale, 1926)
- Anchoviella juruasanga Loeb, 2012
- Anchoviella lepidentostole (Fowler, 1911)
- Anchoviella manamensis Cervigón, 1982
- Anchoviella perezi Cervigón, 1987
- Anchoviella perfasciata (Poey, 1860)
- Anchoviella vaillanti (Steindachner, 1908)